# Podjezierce (gmina Mejszagoła)
Podjezierce, Podjeziorce (lit. Paežeriai) – wieś na Litwie, w okręgu wileńskim, w rejonie wileńskim, w gminie Mejszagoła, nad jeziorem Korwie.

## Historia
W dwudziestoleciu międzywojennym leżały w Polsce, w województwie wileńskim, w powiecie wileńsko-trockim, w gminie Mejszagoła. W 1931 miejscowość liczyła 56 mieszkańców, zamieszkałych w 9 budynkach.
Po II wojnie światowej w granicach Związku Sowieckiego. Od 1991 na niepodległej Litwie.